# Ceratotrocha rodewaldi
Ceratotrocha rodewaldi är en hjuldjursart som beskrevs av Donner 1962. Ceratotrocha rodewaldi ingår i släktet Ceratotrocha och familjen Philodinidae. Inga underarter finns listade i Catalogue of Life.